# Mountain Park, Fulton County, Georgia
Mountain Park är en ort i Fulton County i delstaten Georgia, USA.